# 第1回-第40回全日本吹奏楽コンクール開催会場・期日一覧
第1回-第40回全日本吹奏楽コンクール開催会場・期日一覧では、社団法人 全日本吹奏楽連盟・朝日新聞社主催「全日本吹奏楽コンクール」の第1回（1940年）-第40回（1992年）大会が開催された会場・期日について記している。
- 全日本吹奏楽コンクールの会場についての経緯は「全日本吹奏楽コンクール開催会場の経緯」を参照のこと。
- 第41回（1993年）-第60回（2012年）大会が開催された会場・期日については「第41回-第80回全日本吹奏楽コンクール開催会場・期日一覧」を参照のこと（第60回大会については開催予定されている会場・期日を記した）。

## コンクール開催会場・期日一覧
連盟加盟支部（本節では所属支部）のこれまでの経緯に関しては、「連盟加盟支部の経緯」を参照のこと。

### 第1回（1940年）-第10回（1962年）
| 大会回 大会年度                        | 開催会場                | 開催県 所属支部   | キャパ  | 開催日               | 開催部門 |
| -------------------------------------- | ----------------------- | ----------------- | ------- | -------------------- | -------- |
| 1 1940                                 | 橿原神宮                | 大阪府 全関西支部 | ―       | 1940年11月23日（土） | 全部門   |
| 1 1940                                 | 大阪朝日会館            | 大阪府 全関西支部 | ―       | 1940年11月23日（土） | 全部門   |
| 2 1941                                 | 名古屋市鶴舞公園        | 愛知県 全東海支部 | ―       | 1941年11月23日（日） | 全部門   |
| 2 1941                                 | 名古屋朝日会館          | 愛知県 全東海支部 | ―       | 1941年11月23日（日） | 全部門   |
| 3 1942                                 | 福岡市東公園            | 福岡県 全九州支部 | ―       | 1942年11月21日（土） | 行進演奏 |
| 3 1942                                 | 福岡中学校 講堂         | 福岡県 全九州支部 | ―       | 1942年11月21日（土） | 舞台演奏 |
| ―――大東亜戦争(太平洋戦争)により中断――― |                         |                   |         |                      |          |
| 4 1956                                 | 大阪府立体育会館        | 大阪府 全関西支部 | 約5,000 | 1956年12月9日（日）  | 全部門   |
| 5 1957                                 | 両国国技館              | 東京都 関東支部   | 11,098  | 1957年12月8日（日）  | 全部門   |
| 6 1958                                 | 名古屋市公会堂 大ホール | 愛知県 東海支部   | 1,994   | 1958年11月30日（日） | 全部門   |
| 7 1959                                 | 八幡市民会館 大ホール   | 福岡県 西部支部   | 1,454   | 1959年11月15日（日） | 全部門   |
| 8 1960                                 | フェスティバルホール    | 大阪府 関西支部   | 2,700   | 1960年11月13日（日） | 全部門   |
| 9 1961                                 | 台東体育館              | 東京都 東京支部   | ―       | 1961年11月12日（日） | 全部門   |
| 10 1962                                | 富士製鉄体育館          | 北海道 北海道支部 | ―       | 1962年10月28日（日） | 全部門   |

### 第11回（1963年）-第20回（1972年）
| 大会回 大会年度 | 開催会場                  | 開催県 所属支部 | キャパ | 開催日                           | 開催部門 |
| --------------- | ------------------------- | --------------- | ------ | -------------------------------- | -------- |
| 11 1963         | 岐阜市民センター          | 岐阜県 東海支部 | ―      | 1963年11月10日（日）             | 全部門   |
| 12 1964         | 高松市民会館 大ホール     | 香川県 四国支部 | ―      | 1964年11月8日（日）              | 全部門   |
| 13 1965         | 長崎市公会堂              | 長崎県 西部支部 | 1,922  | 1965年11月14日（日）             | 全部門   |
| 14 1966         | 宮城県民会館 大ホール     | 宮城県 東北支部 | 1,590  | 1966年11月20日（日）             | 全部門   |
| 15 1967         | 東京厚生年金会館 大ホール | 東京都 東京支部 | 2,062  | 1967年11月25日（土）・26日（日） | 全部門   |
| 16 1968         | 京都会館 第一ホール       | 京都府 関西支部 | 2,015  | 1968年11月17日（日）             | 全部門   |
| 17 1969         | 名古屋市公会堂 大ホール   | 愛知県 東海支部 | 1,994  | 1969年11月16日（日）             | 全部門   |
| 18 1970         | 渋谷公会堂                | 東京都 東京支部 | 2,084  | 1970年11月3日（火・祝）          | 全部門   |
| 19 1971         | フェスティバルホール      | 大阪府 関西支部 | 2,700  | 1971年11月7日（日）              | 全部門   |
| 20 1972         | 普門館                    | 東京都 東京支部 | 4,702  | 1972年11月5日（日）              | 全部門   |

### 第21回（1973年）-第30回（1982年）
| 大会回 大会年度 | 開催会場                                  | 開催県 所属支部   | キャパ | 開催日                            | 開催部門         |
| --------------- | ----------------------------------------- | ----------------- | ------ | --------------------------------- | ---------------- |
| 21 1973         | 名古屋市民会館 大ホール                   | 愛知県 東海支部   | 2,291  | 1973年11月3日（土・祝）           | 全部門           |
| 22 1974         | 神戸文化ホール 大ホール                   | 兵庫県 関西支部   | 2,043  | 1974年11月4日（月）・5日（火）    | 全部門           |
| 23 1975         | 北海道厚生年金会館 大ホール               | 北海道 北海道支部 | 2,300  | 1975年10月25日（土）              | 職場・特別演奏   |
| 23 1975         | 北海道厚生年金会館 大ホール               | 北海道 北海道支部 | 2,300  | 1975年10月26日（日）              | 高等学校         |
| 23 1975         | 秋田県民会館 大ホール                     | 秋田県 東北支部   | 1,839  | 1975年11月2日（日）               | 大学・一般       |
| 23 1975         | 秋田県民会館 大ホール                     | 秋田県 東北支部   | 1,839  | 1975年11月3日（月・祝）           | 中学校           |
| 24 1976         | 神奈川県民ホール 大ホール                 | 神奈川県 関東支部 | 2,488  | 1976年11月6日（土）・7日（日）    | 全部門           |
| 25 1977         | 普門館                                    | 東京都 東京支部   | 4,702  | 1977年11月4日（金） - 6日（日）   | 全部門           |
| 26 1978         | 普門館                                    | 東京都 東京支部   | 4,702  | 1978年10月13日（金） - 15日（日） | 全部門           |
| 27 1979         | 普門館                                    | 東京都 東京支部   | 4,702  | 1979年11月2日（金） - 4日（日）   | 全部門           |
| 28 1980         | 普門館                                    | 東京都 東京支部   | 4,702  | 1980年11月2日（日）               | 中学校           |
| 28 1980         | 普門館                                    | 東京都 東京支部   | 4,702  | 1980年11月3日（月・祝）           | 高等学校         |
| 28 1980         | 名古屋市公会堂 大ホール                   | 愛知県 東海支部   | 1,994  | 1980年11月9日（日）               | 大学・職場・一般 |
| 29 1981         | 普門館                                    | 東京都 東京支部   | 4,702  | 1981年10月31日（土）              | 中学校           |
| 29 1981         | 普門館                                    | 東京都 東京支部   | 4,702  | 1981年11月1日（日）               | 高等学校         |
| 29 1981         | 福井市文化会館 大ホール                   | 福井県 北陸支部   | 1,318  | 1981年11月3日（火・祝）           | 大学・職場・一般 |
| 30 1982         | 尼崎市総合文化センター アルカイックホール | 兵庫県 関西支部   | 2,030  | 1982年10月24日（日）              | 大学・職場・一般 |
| 30 1982         | 普門館                                    | 東京都 東京支部   | 4,702  | 1982年10月30日（土）              | 高等学校         |
| 30 1982         | 普門館                                    | 東京都 東京支部   | 4,702  | 1982年10月31日（日）              | 中学校           |

### 第31回（1983年）-第40回（1992年）
| 大会回 大会年度 | 開催会場                                  | 開催県 所属支部   | キャパ | 開催日               | 開催部門         |
| --------------- | ----------------------------------------- | ----------------- | ------ | -------------------- | ---------------- |
| 31 1983         | 宮城県民会館 大ホール                     | 宮城県 東北支部   | 1,590  | 1983年10月23日（日） | 大学・職場・一般 |
| 31 1983         | 普門館                                    | 東京都 東京支部   | 4,702  | 1983年11月5日（土）  | 中学校           |
| 31 1983         | 普門館                                    | 東京都 東京支部   | 4,702  | 1983年11月6日（日）  | 高等学校         |
| 32 1984         | 名古屋市民会館 大ホール                   | 愛知県 東海支部   | 2,291  | 1984年10月21日（日） | 大学・職場・一般 |
| 32 1984         | 普門館                                    | 東京都 東京支部   | 4,702  | 1984年10月27日（土） | 高等学校         |
| 32 1984         | 普門館                                    | 東京都 東京支部   | 4,702  | 1984年10月28日（日） | 中学校           |
| 33 1985         | 福岡サンパレス ホール                     | 福岡県 九州支部   | 2,316  | 1985年10月20日（日） | 大学・職場・一般 |
| 33 1985         | 普門館                                    | 東京都 東京支部   | 4,702  | 1985年10月26日（土） | 中学校           |
| 33 1985         | 普門館                                    | 東京都 東京支部   | 4,702  | 1985年10月27日（日） | 高等学校         |
| 34 1986         | 尼崎市総合文化センター アルカイックホール | 兵庫県 関西支部   | 2,030  | 1986年10月19日（日） | 大学・職場・一般 |
| 34 1986         | 普門館                                    | 東京都 東京支部   | 4,702  | 1986年10月25日（土） | 中学校           |
| 34 1986         | 普門館                                    | 東京都 東京支部   | 4,702  | 1986年10月26日（日） | 高等学校         |
| 35 1987         | 豊田市民文化会館 大ホール                 | 愛知県 東海支部   | 1,878  | 1987年10月18日（日） | 大学・職場・一般 |
| 35 1987         | 普門館                                    | 東京都 東京支部   | 4,702  | 1987年10月24日（土） | 高等学校         |
| 35 1987         | 普門館                                    | 東京都 東京支部   | 4,702  | 1987年10月25日（日） | 中学校           |
| 36 1988         | 大宮ソニックシティ 大ホール               | 埼玉県 関東支部   | 2,505  | 1988年10月23日（日） | 大学・職場・一般 |
| 36 1988         | 普門館                                    | 東京都 東京支部   | 4,702  | 1988年10月29日（土） | 高等学校         |
| 36 1988         | 普門館                                    | 東京都 東京支部   | 4,702  | 1988年10月30日（日） | 中学校           |
| 37 1989         | 普門館                                    | 東京都 東京支部   | 4,702  | 1989年10月21日（土） | 高等学校         |
| 37 1989         | 普門館                                    | 東京都 東京支部   | 4,702  | 1989年10月22日（日） | 中学校           |
| 37 1989         | 金沢市観光会館 ホール                     | 石川県 北陸支部   | 1,919  | 1989年10月22日（日） | 大学・職場・一般 |
| 38 1990         | 北海道厚生年金会館 大ホール               | 北海道 北海道支部 | 2,300  | 1990年10月21日（日） | 大学・職場・一般 |
| 38 1990         | 普門館                                    | 東京都 東京支部   | 4,702  | 1990年10月27日（土） | 高等学校         |
| 38 1990         | 普門館                                    | 東京都 東京支部   | 4,702  | 1990年10月28日（日） | 中学校           |
| 39 1991         | 広島厚生年金会館 大ホール                 | 広島県 中国支部   | 2,001  | 1991年10月20日（日） | 大学・職場・一般 |
| 39 1991         | 普門館                                    | 東京都 東京支部   | 4,702  | 1991年10月26日（土） | 高等学校         |
| 39 1991         | 普門館                                    | 東京都 東京支部   | 4,702  | 1991年10月27日（日） | 中学校           |
| 40 1992         | 仙台サンプラザ ホール                     | 宮城県 東北支部   | 2,054  | 1992年10月24日（土） | 大学             |
| 40 1992         | 仙台サンプラザ ホール                     | 宮城県 東北支部   | 2,054  | 1992年10月25日（日） | 職場・一般       |
| 40 1992         | 普門館                                    | 東京都 東京支部   | 4,702  | 1992年10月31日（土） | 高等学校         |
| 40 1992         | 普門館                                    | 東京都 東京支部   | 4,702  | 1992年11月1日（日）  | 中学校           |